# 藤島範平

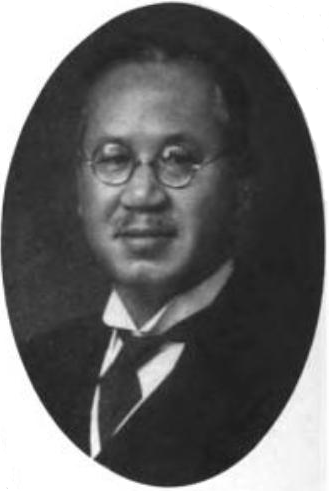
藤島範平

藤島 範平（ふじしま はんぺい、旧姓・山内、1871年8月15日〈明治4年6月29日〉 - 1947年〈昭和22年〉9月21日）は、日本の実業家、工学博士。帝国海事協会理事長。専門は造船学。族籍は三重県平民。作家の藤島泰輔は孫。ジャニーズ事務所代表取締役の藤島ジュリー景子は曽孫。

## 経歴
三重県三重郡菰野村生まれ。三重県士族・山内俊徳の二男。山内静吾の兄。藤島萬治郎の養子となり、家督を相続した。三重県立尋常中学校、第三高等中学校を経て1894年、帝国大学工科大学造船学科卒業。
日本郵船に入り、保船課長、参事、船舶調査主任を経て1918年、取締役に挙げられ、後工務部長を兼ね1923年、これを辞し、横浜船渠社長となり、次いで横浜新港倉庫社長、東京回漕会社取締役、横浜商工会議所常議員に挙げられ後退任し、1936年、帝国海事協会理事長に就任した。

## 人物
趣味は読書、撞球、ゴルフ。宗教は仏教。本籍は三重県阿山郡東柘植村大字中柘植（現・伊賀市）。住所は東京市麹町区上二番町、小石川区駕籠町、牛込東五軒町、神奈川県横浜市中区長住町。

## 家族・親族
藤島家
藤島家は、代々三重県柘植村に住し、酒造業を営む。
- 養父・萬次郎[1]あるいは萬治郎[3][9][10]
- 養母・ふしへ（1844年 - ?、三重、山路周三郎の姉）[3]
- 姉・ますへ[3]あるいはまさへ[10]（1869年 - ?、夫桑治郎と共にその子を伴い分家）[3]
- 妻・かねへ（1872年 - ?、養父萬治郎の二女）[3]
- 長男・敏男（1896年 - 1976年、日本銀行員）[7]
  - 同妻・孝子（1909年 - ?、東京、川原五郎の長女）[5][7]
  - 同長男・泰輔（1933年 - 1997年、小説家） - その妻にメリー喜多川、その娘に藤島ジュリー景子
- 三男・良平（1903年 - ?、三井物産社員）[7]
  - 同妻・英子（1911年 - ?、東京、小貫慶治の長女）[5][7] - 小貫は横浜正金銀行上海支店長で妻は御代弦の娘[12]
- 四男・昌平（1904年 - ?）[7]
  - 同妻・佐規（1914年 - ?、東京、三澤信一の三女）[5][7]
- 長女・信（1908年 - ?、東京、佐々木一造の妻）[5][7]
- 二女・千代（1912年 - ?、東京、山口利彦の妻）[5]

親戚
- 実弟・山内静吾（日本銀行理事、横浜正金銀行副頭取）
- 長男の先妻の父・川原五郎（三菱造船参事、日本鋼管顧問、横浜高等工業学校教授）